# Santa Cristina Gela
Santa Cristina Gela (in Arbëresh, IPA: [ar'bəreʃ]: Sëndahstina; bis 1864 einfach Santa Cristina) ist eine italienische Gemeinde in der Metropolitanstadt Palermo in der autonomen Region Sizilien in Italien mit 993 Einwohnern (Stand 31. Dezember 2023).

## Lage und Daten
Santa Cristina Gela liegt etwa 30 km südöstlich von Palermo am Lago di Piana degli Albanesi. Die Einwohner arbeiten hauptsächlich in der Landwirtschaft und in der Schafszucht.
Die Nachbargemeinden sind Altofonte, Belmonte Mezzagno, Marineo, Misilmeri, Monreale und Piana degli Albanesi.

## Geschichte
Der Ort wurde von 1691 von 82 Arbëresh-Landwirten aus Piana degli Albanesi gegründet.
In Santa Cristina Gela wird heute noch ein alter Albanischer Dialekt gesprochen.

## Sehenswürdigkeiten
Die Pfarrkirche stammt aus dem 18. Jahrhundert.